# Четвертий Інтернаціонал
Четвертий інтернаціонал — комуністична міжнародна організація, альтернативна сталінізму. Базується на теоретичній спадщині Льва Троцького, своїм завданням ставить здійснення світової революції, перемогу робітничого класу і будівництво соціалізму. Інтернаціонал був заснований у Франції в 1938 році Троцьким і його прихильниками, які вважали, що Комінтерн знаходиться під повним контролем сталіністів, і не здатний вести міжнародний робітничий клас до завоювання ним політичної влади. Тому на противагу Комінтерну, вони заснували власний «Четвертий Інтернаціонал», багато діячів якого в той період зазнавали переслідувань агентів НКВС, тиску з боку демократичних урядів (наприклад Франції і США) і звинуваченням в не легітимності з боку прихильників СРСР і пізнього маоїзму.
Інтернаціонал вперше постраждав від розколу в 1940 році, а також від більш значного розколу в 1953 році. Незважаючи на часткове возз'єднання Четвертого інтернаціоналу в 1963 році, безліч груп стверджують, що саме вони представляють політичну спадкоємність з Четвертим інтернаціоналом.

## Передісторія Четвертого інтернаціоналу

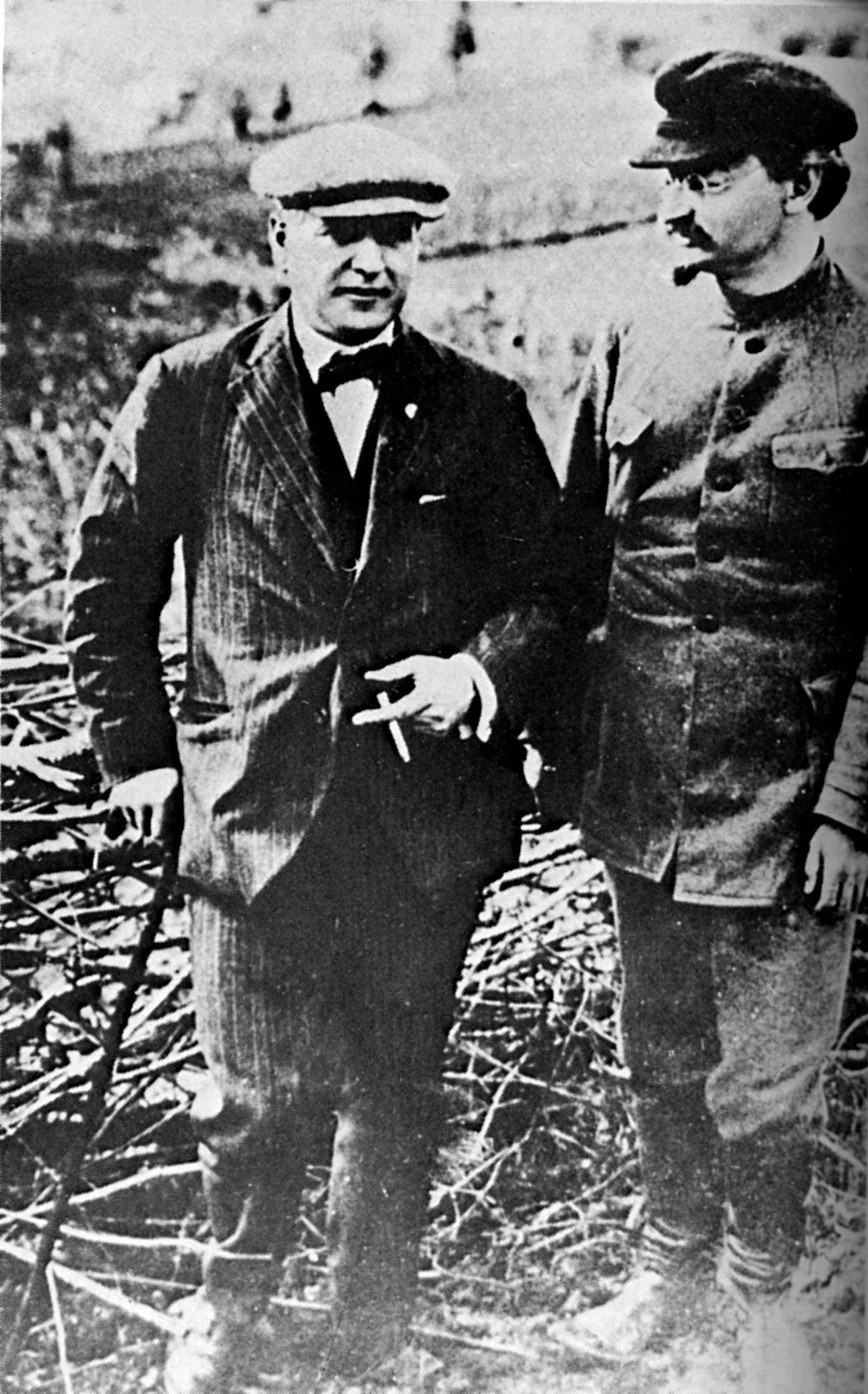
Лідери Лівої опозиції Християн Раковський та ЛевТроцький (1924)

Троцький і його прихильники об'єдналися в 1923 році в Ліву опозицію сталінському переродженню більшовицької партії і Комінтерну. Троцькісти протистояли бюрократизації партійного і державного апарату, яку вони вважали основною причиною слабкості і ізоляції радянської економіки.
На початку 1930-х років Троцький і його прихильники вважали, що сталінський вплив на Третій інтернаціонал має піти на спад. Вони створили в 1930 році Міжнародну ліву опозицію (МЛО) для того, щоб об'єднати всі антисталінські групи всередині Третього інтернаціоналу. Сталіністи, які домінували в Комінтерні, недовго терпіли опозицію — троцькісти і всі, хто був запідозрений у симпатіях до троцькізму, були виключені. Проте аж до 1933 року і зміни ситуації в Німеччині прихильники Троцького продовжували розглядати себе в якості фракції Комінтерну, хоч з нього і фактично виключені.
Троцький стверджував, що політика «третього періоду», що проводиться Комінтерном на початку 1930-х років, сприяла посиленню нацистів в Німеччині, а також що подальший поворот до політики «народних фронтів» (з прицілом на співпрацю всіх нібито антифашистських сил) сіють ілюзії реформізму і пацифізму, і «відкривають дорогу фашистському перевороту». В 1935 році він стверджував, що Комінтерн безнадійно потрапив в руки сталінської бюрократії. Троцький і його прихильники, виключені з Третього інтернаціоналу, брали участь в конференції Лондонського бюро соціалістичних партій, що відкидали як шлях Соцінтерну, так і шлях Комінтерну. Три з цих партій влились в Ліву опозицію і підписали документ, написаний Троцьким, з вимогою заснування Четвертого інтернаціоналу, що став пізніше відомим як «Декларація чотирьох». Дві з партій, які взяли участь в конференції, дистанціювалися від цієї угоди, однак голландська Революційна соціалістична партія працювала з Міжнародної лівою опозицією в справі створення Міжнародної комуністичної ліги (МКЛ).
Проти цієї позиції виступив Андреу Нін і кілька членів Ліги, які не підтримували вимогу проголошення нового Інтернаціоналу. Ці групи вважали більш важливим співробітництво з іншими опозиційними комуністами, головним чином з Міжнародної комуністичної опозицією (МКО), пов'язаної з правою опозицією в ВКП (б). Незважаючи на думку Троцького, відбулося об'єднання іспанських секцій МКЛ і МКО, підсумком якого стало формування Робітничої партії марксистського об'єднання (ПОУМ), що стала секцією Лондонського бюро. Троцький стверджував, що це об'єднання було капітуляцією перед центризмом. Соціалістична робітнича партія Німеччини (лівий відкіл від Соціал-демократичної партії Німеччини, заснований в 1931 році) співпрацювала з МЛО в короткий період в 1933 році, але незабаром також відмовилася від ідеї створення нового Інтернаціоналу.
У 1935 році Лев Троцький написав «Відкритий лист за Четвертий інтернаціонал», знову підтверджує Декларацію за Четвертий інтернаціонал. Конференція розпустила МКЛ, а на її місці створила Рух за Четвертий інтернаціонал.
Заснування Четвертого інтернаціоналу було сприйнято як просте перейменування вже існуючої міжнародної тенденції. Конференція заявила, що Третій інтернаціонал зараз повністю деградував і тому розглядався як контрреволюційна організація, яка в разі кризи капіталізму встане фактично на його захист. Троцький стверджував, що прихід світової війни породить революційну хвилю класової і національної боротьби, подібної до тієї, яку породила Перша світова війна.
Реакція сталіністів на посилення троцькістів полягала в політичному терорі в Радянському Союзі і вбивстві прихильників Троцького за кордоном. У Радянському Союзі історичні документи і фотографії перевірялися, з них забиралися будь-які згадки про Троцького.

## Четвертий інтернаціонал в 1938—1963 роках

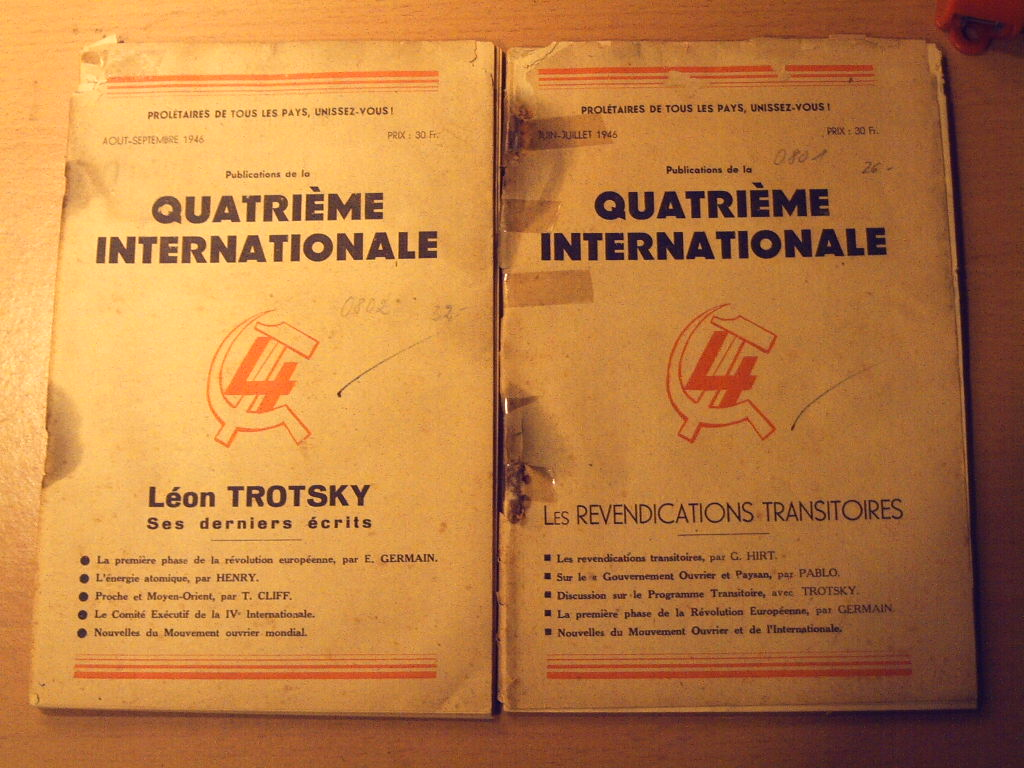
Титульні листи двох виданнів журналу «Quatrieme internationale» (1946)

### Установчий конгрес
Заснування Четвертого інтернаціоналу обґрунтовувалося, як створення нової масової революційної партії для керівництва пролетарської революцією. Ця ідея виникала з революційної хвилі, яка буде розростатися з початком світової війни. На установчому конгресі, що проходив у вересні 1938 року в будинку Альфреда Росмера, недалеко від Парижу, були присутні 30 делегатів з усіх найбільших країн Європи та Північної Америки, кілька делегатів з країн Азії і Латинської Америки. Серед резолюцій, прийнятих на конгресі, була Перехідна програма.

### Друга світова війна
Після початку Другої світової війни в 1939 році Міжнародний секретаріат переїхав до Нью-Йорку. Зустрічі постійного Міжнародного виконавчого комітету зривалися, головним чином, через боротьбу всередині СРП між прихильниками Троцького, з одного боку і прихильниками Макса Шахтмана, Мартіна Ейберна і Джеймса Бернгама — з іншого. Секретаріат збирався з тих членів, які були в цей час в місті, а в більшості це були шахтманісти. Протиріччя концентрувалися навколо боротьби шахтманістів з внутрішньою політикою СРП, а також щодо позиції про безумовну підтримку СРСР.
Троцькісти почали публічну дискусію з Шахтманом і Бернгамом і розробляли свою позицію в серії полемічних статей, написаних в 1939—1940 роках, а потім в збірнику «На захист марксизму». Шахтман і Бернгам залишили Четвертий Інтернаціонал на початку 1940 року з ними пішло близько 40 % складу СРП, більшість з яких потім стали членами Робітничої партії.

### Надзвичайна конференція
У травні 1940 року відбулася надзвичайна конференція, яка проходила в засекреченому місці. Конференція прийняла маніфест, написаний Троцьким незадовго до його вбивства, а також резолюцію з вимогою об'єднання розрізнених груп Четвертого інтернаціоналу в Великій Британії.
Члени секретаріату, які підтримали Шахтмана, на конференції були виключені. У той час як лідер СРП Джеймс П. Кеннон заявив, що не вірить в те, що розкол остаточний, об'єднання двох груп так і не відбулося. Був обраний новий Міжнародний виконком, який перебував під сильним впливом СРП.
Четвертий інтернаціонал отримав серйозний удар в період Другої світової війни. Троцький був убитий, багато європейських секції були знищені в період німецької, а деякі секції в Азії — в період японської окупації. Уцілілі секції в європейських і азіатських країнах були відрізані одна від одної і від міжнародного керівництва. Незважаючи на всі складнощі, різні групи намагалися шукати зв'язки одна з одною, а деякі підтримували зв'язки в ранній період війни через моряків військоморського флоту США, який заходив в Марсель.
У 1942 році почалася дискусія з національного питання в Європі між більшістю СРП та однодумцями Жана Геєнорта, Альберта Голдмана і Фелікса Морроу. Ця меншість передбачала, що нацистська диктатура зміниться капіталізмом, а не соціалістичною революцією, керованою сталінізмом і соціал-демократією. У грудні 1943 року вони критикували позицію СРП за недооцінку зростаючого престижу сталінізму і прихильників капіталізму з демократичними поступками. Національний комітет СРП стверджував, що демократичний капіталізм не зможе відродитися, а підсумком війни стане або військова диктатура капіталістів, або пролетарська революція.

### Європейська конференція
Дискусія військового часу про післявоєнні перспективи була прискорена резолюцією європейської конференції Четвертого інтернаціоналу, що відбулася в лютому 1944 року. Конференція обрала Європейський секретаріат, Мішель Пабло став організаційним секретарем Європейського бюро.

### Міжнародна конференція
У квітні 1946 року представники основних європейських і кількох інших секцій зібралися на «другий міжнародний конгрес». На ньому був відновлений Міжнародний секретаріат, до якого увійшли Мішель Пабло в якості секретаря і Ернест Мандель, який починав грати в ньому дедалі важливішу роль. Пабло і Мандель прагнули протистояти опозиції більшості всередині британської РКП і французької МКП. Їх підтримував Джеррі Хілі, який виступав всередині Революційної комуністичної партії проти лінії Теда Гранта. У Франції вони мали підтримку П'єра Франка і Марселя Блайбтроя, опозиційно налаштованих до нового керівництва МКП, хоча і з різних міркувань.

### Другий світовий конгрес
Другий світовий конгрес відбувся у квітні 1948 року і зібрав делегатів від 22 секцій. На ньому обговорювалися кілька резолюцій, присвячених єврейському питанню, сталінізму, колоніальним державам і специфічним ситуаціям секцій в деяких країнах. Єдиною точкою зору Інтернаціоналу була позиція, що східноєвропейські буферні держави продовжують залишатися капіталістичними.
Конгрес був головним чином відзначено зближенням і налагодженням контактів з троцькістськими групами по всьому світу, включаючи такі важливі організації, як Революційна робітнича партія в Болівії і партія соціальної рівності (Шрі-Ланка).

### Третій світовий конгрес
Конгрес 1951 року встановив, що економіки країн східноєвропейських держав і їх політичні режими починають мати все більшу схожість зі сталінським режимом в СРСР. Ці країни були визнані деформованими робочими державами за аналогією з СРСР.
Третій світовий конгрес розглядав можливість початку «світової громадянської війни» в найближчому майбутньому. Через можливу близькості війни Четвертий інтернаціонал припускав, що комуністичні і соціал-демократичні партії були б єдиними серйозними захисниками робітників усього світу в боротьбі з імперіалістичним табором.
У 1953 році Національний комітет СРП опублікував «Відкритий лист до троцькістів усього світу». Це стало початком формування Міжнародного комітету Четвертого інтернаціоналу (МКЧІ), в складі якого в той момент були СРП (США), британська група «The Club» на чолі з Джеррі Хілі, Міжнародна комуністична партія на чолі з Ламбером і Блайбтроєм (потім в 1955 році Ламбер виключив з неї Блайбтроя і його прихильників), партія Науеля Морено в Аргентині, австрійська і китайська секції Четвертого інтернаціоналу. Секції МКЧІ все більше відходили від Міжнародного секретаріату, який призупинив їх право голосу. Обидві тенденції стверджували, що саме вони представляють більшість колишнього Інтернаціоналу.
Партія соціальної рівності Цейлону, в той час провідна робітнича партія країни, посіла проміжну позицію в дискусії. Вона продовжила участь в роботі МСЧІ, однак виступала на користь об'єднавчого конгресу для возз'єднання з МКЧІ.

### Після четвертого світового конгресу
Протягом наступного десятиліття МКЧІ назвав решту Інтернаціоналу Міжнародним секретаріатом Четвертого інтернаціоналу, підкреслюючи, що говорячи про Секретаріат, не мається на увазі Інтернаціонал в цілому. Міжнародний секретаріат ж продовжував сприймати себе в якості керівництва Інтернаціоналу. Під керівництвом МСЧІ в 1954 році відбувся Четвертий світовий конгрес, що пройшов під егідою перебудови і відколу британської, французької та американської секцій.
Секції, що визнавали своїм керівництвом Міжнародний секретаріат, були оптимістично налаштовані щодо можливості поширення впливу Інтернаціоналу. На конгресі було виявлено протиріччя між більшістю, що підтримував Пабло Мішель і меншістю. У підсумку, кілька делегатів покинули конгрес, а потім і вийшли з Інтернаціоналу. У їх числі були лідери британської секції Джон Лоуренс, Джордж Кларк, Мішель Местр (лідер французької секції) і Мюррей Доусон (лідер канадської групи).
У жовтні 1957 року МСЧІ провів п'ятий світовий конгрес. Мандель і П'єр Франк дали аналіз Алжирської революції, і припустили, що стосовно колоній і неоколоній необхідно переорієнтуватися на підтримку, революційних та партизанських рухів що там виникають на противагу рішенню, прийнятому на другому конгресі Четвертого інтернаціоналу в 1948 році — «будівництво революційних масових партій, необхідних для перемоги експлуатованих колоніальних мас».
Шостий світовий конгрес 1961 був відзначений зменшенням політичних розбіжностей між прихильниками Міжнародного секретаріату та керівництвом Соціалістичної робочої партії в США. Зокрема, конгрес відзначив загальну підтримку Кубинської революції, а також явне зростання партій в імперіалістичних країнах. Шостий конгрес піддав критиці Партію соціальної рівності, секцію Четвертого інтернаціоналу на Шрі-Ланці, за підтримку Партії свободи Шрі-Ланки, яку вони вважали «буржуазно-націоналістичною». Критика з боку СРП була такою ж. Однак прихильники Мішеля Пабло і Хуана Посадас були противниками всякого об'єднання. Прихильники Посадас покинули Інтернаціонал в 1962 році.
У 1962 році МКЧІ і МСЧІ сформували Комісію з організації об'єднавчого конгресу. На конгресі, проведеному в 1963 році, стався розкол в МКЧІ, але значна частина відкололися сконцентрувала навколо Соціалістичної робочої партії (США), яка закликала до возз'єднання з МСЧІ. Це був значний результат їх взаємної підтримки Кубинської революції, заснований на резолюції Ернеста Мандела і Джозефа Хансена «Динаміка світової революції сьогодні» («Dynamics of World Revolution Today»). Документ вказував на відмінності між революційними завданнями в імперіалістичних країнах, «робочих державах» і колоніальних і напівколоніальних країнах. У 1963 році возз'єднаний Четвертий інтернаціонал обрав Об'єднаний секретаріат Четвертого інтернаціоналу (ОСЧІ), ім'ям якого до цих пір часто називають всю організацію. Однак частина комітету не возз'єдналася і існує до цих пір в якості Міжнародного комітету Четвертого інтернаціоналу.

## Четвертий інтернаціонал після 1963 року
В даний час троцькістський рух представлено в світі декількома політичними Інтернаціоналами. Найбільш впливовими з них є:
- Возз'єднаний Четвертий інтернаціонал — має найбільші секції у Франції (діє в Новій антикапіталістичній партії), Швеції (Соціалістична партія), Італії (Асоціація «Критична ліва»), Данії (діють в Червоно-зеленої коаліції), Португалії (діють в Лівому блоці), Шрі -Ланка (Нова партія соціальної рівності), Філіппінах (Революційна робітнича партія Мінданао) і Бразилії (діє в партії «Соціалізм і свобода»). Є одним з ініціаторів об'єднання «Європейські антикапіталістичні ліві». Лідерами Четвертого інтернаціоналу є Ален Кривин, Олів'є Безансно, Ерік Туссен, Алан Торнетт, Франсишку Лоуса та інші.
- Міжнародна соціалістична тенденція (МСТ) — міжнародне об'єднання, що дотримується поглядів Тоні Кліффа на природу СРСР. Має найбільші секції у Великій Британії (Соціалістична робітнича партія), Греції (Соціалістична робітнича партія) і Ірландії (Соціалістична робітнича партія). Провідними теоретиками і лідерами інтернаціоналу в даний час є Алекс Каллінікос, Кріс Гарман та інші. МСТ є одним з ініціаторів об'єднання «Європейські антикапіталістичні ліві».
- Комітет за робочий інтернаціонал (КРІ) — має найбільші секції у Великій Британії (Соціалістична партія), Ірландії (Соціалістична партія) і Німеччини (Соціалістична альтернатива). Довгі роки провідним теоретиків КРІ був Тед Грант (до виключення в 1991 році). Одним з провідних лідерів КРІ в даний є Пітер Таафе. КРІ є учасником об'єднання «Європейські антикапіталістичні ліві».
- Міжнародна марксистська тенденція (ММТ) — має велику секцію в Пакистані (діє в Пакистанської народної партії). У всіх країнах, де діють секції ММТ, вони дотримуються тактики ентрізма в масові ліві і прогресивні партії. Провідним теоретиком інтернаціоналу був Тед Грант. В даний час лідером ММТ є Алан Вудс.
- Міжнародний комітет Четвертого інтернаціоналу — претендує на відстоювання поглядів «ортодоксального троцькізму». З середини 1990-х років всі секції, найбільші з яких розташовуються в США і Німеччині, мають назву «Партія соціальної рівності».